# العلاقات النرويجية البوتسوانية
العلاقات النرويجية البوتسوانية هي العلاقات الثنائية التي تجمع بين النرويج وبوتسوانا.

## مقارنة بين البلدين
هذه مقارنة عامة ومرجعية للدولتين:
| وجه المقارنة                                              | النرويج                                                   | بوتسوانا                       |
| --------------------------------------------------------- | --------------------------------------------------------- | ------------------------------ |
| المساحة (كم2)                                             | 385.21 ألف                                                | 581.74 ألف                     |
| عدد السكان (نسمة)                                         | 5.33 مليون                                                | 2.29 مليون                     |
| الكثافة السكانية (ن./كم²)                                 | 13.84                                                     | 3.94                           |
| العاصمة                                                   | أوسلو                                                     | غابورون                        |
| اللغة الرسمية                                             | بوكمول، لغات السامي، نينوشك، اللغة النرويجية              | لغة إنجليزية                   |
| العملة                                                    | كرونة نروجية                                              | بولا بوتسواني                  |
| الناتج المحلي الإجمالي (بليون دولار)                      | 398.83 مليار                                              | 17.41 مليار                    |
| الناتج المحلي الإجمالي (تعادل القوة الشرائية) بليون دولار | 322.23 مليار                                              | 35.84 مليار                    |
| الناتج المحلي الإجمالي الاسمي للفرد دولار أمريكي          | 74.40 ألف                                                 | 6.36 ألف                       |
| الناتج المحلي الإجمالي للفرد دولار أمريكي                 | 65.61 ألف                                                 | 16.10 ألف                      |
| مؤشر التنمية البشرية                                      | 0.944                                                     | 0.698                          |
| رمز المكالمات الدولي                                      | +47                                                       | +267                           |
| رمز الإنترنت                                              | .no                                                       | .bw                            |
| المنطقة الزمنية                                           | ت ع م+01:00، ت ع م+02:00، توقيت وسط أوروبا، أوروبا/أوسلو ‏ | ت ع م+02:00، توقيت وسط إفريقيا |

## منظمات دولية مشتركة
يشترك البلدان في عضوية مجموعة من المنظمات الدولية، منها:
| علم المنظمة | اسم المنظمة                               | تاريخ انضمام النرويج | تاريخ انضمام بوتسوانا |
| ----------- | ----------------------------------------- | -------------------- | --------------------- |
|             | مؤسسة التنمية الدولية                     | 24 سبتمبر 1960       | 24 يوليو 1968         |
|             | يونسكو                                    | 4 نوفمبر 1946        | 16 يناير 1980         |
|             | وكالة ضمان الاستثمار متعدد الأطراف        | 9 أغسطس 1989         | 15 مايو 1990          |
|             | الأمم المتحدة                             | 27 نوفمبر 1945       | 17 أكتوبر 1966        |
|             | الاتحاد البريدي العالمي                   | ?                    | ?                     |
|             | البنك الدولي للإنشاء والتعمير             | 27 ديسمبر 1945       | 24 يوليو 1968         |
|             | الاتحاد الدولي للاتصالات                  | 1866                 | 2 أبريل 1968          |
|             | منظمة حظر الأسلحة الكيميائية              | ?                    | ?                     |
|             | مؤسسة التمويل الدولية                     | 20 يوليو 1956        | 23 مارس 1979          |
|             | المركز الدولي لتسوية المنازعات الاستشارية | 15 سبتمبر 1967       | 14 فبراير 1970        |
|             | منظمة التجارة العالمية                    | 1995                 | ?                     |
|             | منظمة الشرطة الجنائية الدولية             | ?                    | ?                     |
|             | البنك الإفريقي للتنمية                    | 1963                 | ?                     |

## وصلات خارجية
- موقع وزارة الخارجية النرويجية
- موقع وزارة الخارجية البوتسوانية